# The Doll Family

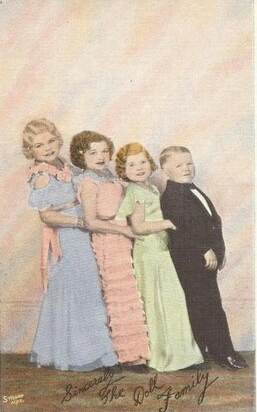
The Doll Family

The Doll Family, foi um quarteto de irmãos com nanismo nascidos na Alemanha que foram atração de circo e Freakshow muito populares nos Estados Unidos de 1920 até suas aposentadorias em meados dos anos 50. Eles fizeram aparições em diversos filmes.

## Integrantes
- Gracie Doll (nascida Frieda A. Schneider, ☆ 12 de Março de 1899 - † 8 de Novembro de 1970)
- Harry Earles (nascido Kurt Fritz Schneider, ☆ 3 de Abril de 1902 – † 4 de Maio de 1985)
- Daisy Earles (nascida Hilda Emma Schneider, ☆ 29 de Abril de 1907 – † 15 de Março de 1980)
- Tiny Doll (nascida Elly Annie Schneider, ☆ 23 de Julho de 1914 – † 6 de Setembro de 2004)

## Biografia
The Dolls eram 4 de 7 filhos nascidos de Emma e Gustav Schneider em Stolpen, Alemanha (os outros 3 eram de tamanho médio). Harry e Grace foram os primeiros do quarteto para atuar em espetáculos, como "João e Maria". Em 1914, o empresário americano Bert W. Earles viu-os e os trouxe para os Estados Unidos para uma turnê com o 101 Ranch Wild West Show. Os irmãos viviam em Pasadena, California com a família Earles. Earles também trouxe Daisy e Tiny para os Estados Unidos (em 1922 e 1926 respectivamente), onde se juntaram Harry e Grace em seu ato.
Neste momento, The Dolls começou a apresentar com "Ringling Brothers and Barnum e Bailey Circus", onde eles cantaram, dançaram, e desfilaram em cavalos e vagões durante 30 anos. Daisy logo ganhou o apelido de "Midget Mae West" e foi muitas vezes anunciada como tal. Por esta altura, toda a família havia adotado o sobrenome do Earles, após seus pais morrerem na década de 1930, eles escolheram a ser chamado de Dolls.
Harry foi o primeiro a começar uma carreira no cinema, com o diretor Tod Browning para o filme de Lon Chaney The Unholy Three como o anão implacável Tweedledee. Ele reprisou o papel para o remake "The Unholy Three", novamente com Chaney, mas desta vez dirigido por Jack Conway. A família também começou a aparecer em filmes juntos, quase sempre como artistas de circo, e atuou em algumas comédias com Laurel e Hardy. Harry e Daisy foram lançados em papéis principais no filme da Metro-Goldwyn-Mayer de 1932 filme Freaks, enquanto Tiny teve um pequeno papel. Todos os quatro irmãos interpretaram os Munchkins em O Mágico de Oz ; Harry interpretou uma pequena cena caracterizado como um membro da Guild do pirulito que acolhem Dorothy após sua chegada em Oz. Os irmãos foram apelidados de "The Moving Picture Midgets" por causa de seus inúmeros créditos cinematográficos.
The Dolls eram uma família muito unida que sempre viveram, comeram, e trabalharam juntos, com exceção do breve casamento de Daisy em 1942 com um homem médio porte, Louis E. Runyan, que terminou em divórcio menos de um ano depois. As oportunidades da família como atores de cinema tinha sido sempre limitada, e eles pararam de aparecer em filmes, embora Daisy desempenhou um pequeno papel em The Greatest Show on Earth (1952). Eles voltaram para os espetáculos de circo. The Dolls trabalhou com o Christiani Circus após o Ringling Circus ser vendido em 1956. Eles se aposentaram dois anos depois.
Seu tempo com o circo tinha fornecido-los uma boa vida, e eles compraram uma casa em Sarasota, Florida, em que todos os quatro viveram. A casa, que muitas vezes foi destaque em revistas, foi decorada com móveis de tamanho reduzido. A casa foi chamada de "The Doll House", que os irmãos deixou em exposição ao público. Cada um dos quatro permaneceram morando na casa até sua morte. Tiny foi a última sobrevivente, ela morreu em 2004 após uma longa doença e muitos anos vivendo sozinha depois da morte de Harry em 1985.